# Sudan Archives
Sudan Archives, rodným jménem Brittney Denise Parks, (* 29. ledna 1994) je americká zpěvačka a houslistka.
Vyrůstala v Cincinnati. O housle se zajímala od dětství, zájem se značně prohloubil v době, kdy studovala etnomuzikologii na Pasadena City College a objevila svébytný styl afrických houslistů. Mezi její vzory patří Asim Gorashi, Francis Bebey a Iva Bittová. V letech 2017 a 2018 vydala dva šestipísňové extended playe, Sudan Archives a Sink. První dlouhohrající desku Athena vydala v listopadu 2019, druhou Natural Brown Prom Queen o tři roky později; obě u společnosti Stones Throw Records. Natural Brown Prom Queen řada periodik a kritiků, včetně The New York Times, Pitchfork, Uncut a Roberta Christgaua, zařadila mezi nejlepší alba roku. Rovněž působila v popovém duu N2 se svou sestrou Cat.
V listopadu 2022 vystoupila v pražském Futurum Music Baru.